# Моја домовина
Моја домовина је хрватска патриотска песма снимљена 1991, на почетку рата у Хрватској у чијем извођењу су учествовали еминентни хрватски музичари тог времена који су чинили такозвани Хрватски Бенд Еид. Песма је пуштана хрватској војсци, а изведена је и 1992. у дворани Ватрослав Лиснски пред Фрањом Туђманом.
Текст и композицију су написали Зринко Тутић и Рајко Дујмић, а аранжман је урадио Никша Братош. Соло деонице за гитару компоновали су Ведран Божић, Хусеин Хасанефендић и Дамир Липовшек.

## Текст
Сваког дана мислим на тебе (Оливер Драгојевић)

Слушам вијести, бројим кораке  (Сања Долежал)

Немир је у срцима, а љубав у нама (Габи Новак и Арсен Дедић)

Има само једна истина (Јура Стублић)

Свака звијезда сија за тебе (Данијела Мартиновић и Крунослав Слабинац)

Камен пуца пјесма путује (Јасна Злокић)

тисућу генерација ноћас не спава (Мери Цетинић и Матко Јелавић)

Цијели свијет је сада са нама (Тереза Кесовија)

(Са нама!). (Хор)

Моја домовина, моја домовина, (Хор)

Има снагу златног жита, (Младен Бодалец)

Има очи боје мора, (Звонко Шпишић)

Моја земља Хрватска. (Хор)

Гитара соло деоница (Ведран Божић, Хусеин Хасанефендовић и Дамир Липошек)

Сваког дана мислим на тебе (Иво Робић)

Слушам вијести, бројим кораке (Татјана Матејаш)

Немир је у срцима, а љубав у нама (Љупка Димитровска и Ивица Шерфези)

Има само једна истина. (Здравко Шкендер)

Свака звијезда сија за тебе (Северина Вучковић и Станко Шарић)

Камен пуца пјесма путује (Емилија Кокић)

Тисућу генерација ноћас не спава (Зденка Вучковић и Ђука Чаић)

Цијели свијет је сада са нама (Јосипа Лисац)

(Са нама!). (Хор)

Моја домовина, моја домовина, (Хор)

Има снагу златног жита, (Дино Дворник)

Има очи боје мора, (Далибор Брун)

Моја земља Хрватска. (Хор)

Вратит ћу се морам доћи, ту је мој дом, (Дорис Драговић)

Моје сунце, моје небо. (Љиљана Николовска)

Нови дан се буди као срећа осваја (Зорица Конџа)

Ти си ту са нама (Аки Рахимовски)

(Са нама!). (Хор)

Моја домовина, моја домовина, (Хор)

Има снагу златног жита, (Иво Амулић)

Има очи боје мора, (Јасмин Ставрос)

Моја земља Хрватска. (Хор)

Има снагу златног жита, (Оливер Драгојевић)

Има очи боје мора, (Арсен Дедић)

Моја земља Хрватска. (Хор)

## Извођачи
- Дује Алибурић
- Иво Амулић (Тути Фрути Бенд)
- Борис Бабаровић
- Теди Бајић
- Мирјана Бајзец
- Маријан Бан (Далека Обала)
- Ђурђица Барловић
- Томислав Башнец (Алтер Его)
- Нено Белан (Ђаволи)
- Крешимир Блажевић (Аниматори)
- Ивица Бобинец
- Младен Бодалец (Прљаво Казалиште)
- Федор Боић
- Давор Борно (ИТД Бенд)
- Зринка Божичевић (Ајлу)
- Ведран Божић, Томислав Брајша
- Марко Брешковић (Дубровачки Трубадури)
- Вернер Брозовић
- Далибор Брун
- Луциано Цапурсо (Дубровачки Трубадури)
- Кармен Лили Докузовић
- Санди Ценов (Нови Фантоми)
- Мери Цетинић
- Мирко Цетински
- Тони Цетински, Маринко Колнаго (Нови Фосили)
- Паола Црљенко
- Стево Цвикић
- Ђука Чаић
- Арсен Дедић,
- Драго Диклић
- Љупка Димитровска
- Јадран Доган
- Адонис Докузовић (Кармен)
- Сања Долежал (Нови Фосили)
- Дарко Домјан
- Синиша Дороњга (Бијеле Стријеле)
- Силвестар Драгоје (Неки то воле вруће)
- Оливер Драгојевић
- Дорис Драговић
- Дино Дворник
- Рајко Дујмић
- Иво Фабијан
- Алага Гагић
- Сенад Галијашевић
- Тони Гловавки
- Давор Гобац (Психомодо Поп)
- Младен Грдовић
- Гордан Грновић (Д'рокин кидс)
- Хусеин Хасанефендић (Парни Ваљак)
- Хрвоје Хегедушић
- Мило Хрнић
- Тончи Хуљић (Магазин)
- Јосип Иванковић
- Ведран Ивчић
- Весна Ивић
- Матко Јелавић
- Јосип Јордановић (Екс Панониа)
- Младен Јуричић (Вјештице)
- Ђело Јусић млађи
- Александра Калафатовић
- Владо Калембер
- Марушка Калођера
- Стипица Калођера
- Тереза Кесовија
- Крешимир Клеменчић
- Бранко Кнежевић
- Владимир Кочиш-Зец (Нови Фосили )
- Емилија Кокић (Рива)
- Зорица Конџа-Банов
- Мате Мишо Ковач
- Зденка Ковачичек
- Младен Кос
- Ивица Крајач
- Сандра Кулиер
- Исмет Куртовић (Други Начин)
- Младен Квесић
- Дамир Липошек (Прљаво Казалиште)
- Јосипа Лисац
- Роберт Ловрић (Ајлу)
- Иванка Луетић
- Миро Лукачић (Црвени Кораљи)
- Роберт Марековић (Фантоми)
- Данијела Мартиновић (Магазин)
- Станко Матејаш
- Татјана Матејаш-Тајчи
- Едуард Матешић (Плава трава заборава)
- Јакша Матошић
- Карло Метикош
- Стјепан Михаљинец
- Гордана Миховил (Банана)
- Секо Миховил (Банана)
- Марјан Мише
- Драго Млинарец
- Љиљана Николовска
- Габи Новак
- Сања Новинц
- Борис Новковић
- Јура Пађен
- Љерка Палатинуш
- Перо Пањковић
- Иво Патиера
- Сергио Пават
- Давор Пекота (Форум)
- Рикардо Перковић (Форум)
- Пецо Петеј
- Славко Пинтарић (Сребрна Крила)
- Елио Писак
- Бранко Пожгајец (Други Начин)
- Миљенко Прохаска (диригент великог хора)
- Нано Прша
- Младен Пуљиз (Боа)
- Симо Радосављевић (Форум)
- Аки Рахимовски (Парни Ваљак)
- Даворин Ригер (Д'рокин кидс)
- Иво Робић
- Давор Родик (Плава трава заборава)
- Перо Роган
- Даворка Ручевић - Касандра
- Паоло Сфеци (Боа)
- Крунослав Слабинац
- Мирослав Станић (Неки то воле вруће)
- Стјепан-Ђими Станић
- Јасмин Ставрос
- Златан Стипишић,
- Јура Стублић
- Станко Шарић (Златни Дукати)
- Ивица Шерфези
- Здравко Шкендер
- Звонко Шпишић
- Давор Тоља
- Марина Томашевић
- Сања Трумбић
- Зринко Тутић
- Миро Унгар
- Ненад Ветма
- Елвира Воћа
- Северина Вучковић
- Зденка Вучковић
- Данијела Вулетић (Лаки Стар)
- Дражен Зечић
- Звонко Зидарић
- Јасна Злокић
- Звонимир Зрилић
- Аница Зубовић
- Дражен Жанко
- Маја Жупановић